# Pyrgulopsis amargosae
Pyrgulopsis amargosae är en snäckart som beskrevs av Robert Hershler 1989. Pyrgulopsis amargosae ingår i släktet Pyrgulopsis och familjen tusensnäckor. IUCN kategoriserar arten globalt som sårbar. Inga underarter finns listade i Catalogue of Life.